# Sing The Beatles
„Sing The Beatles” – singel włoskiego zespołu Radiorama wydany w 1988 roku we Włoszech oraz promocyjnie w Hiszpanii przez wytwórnię Radiorama Productions. Jest to megamix wybranych utworów grupy The Beatles w aranżacjach italo disco. Singel promował wydany w tym okresie trzeci album grupy pt. The Legend, w przeciwieństwie do swoich poprzedników („Fire” oraz „ABCD”), singel nie odniósł sukcesu na listach przebojów.

## Lista utworów

### Hiszpańskie wydanie promocyjne na 7"[1]
A. „Radiorama Sing The Beatles” – 4:43
B. „Radiorama Sing The Beatles” – 4:43
- Megamix „Radiorama Sing The Beatles” tworzą zmiksowane nagrania: „Hey Jude”, „Get Back”, „Back in the U.S.S.R.”, „Ob-La-Di, Ob-La-Da”, „I Saw Her Standing There”, „Hello, Goodbye” oraz „Yesterday”. Megamix ten pochodzi z albumu The Legend.

### Wydanie na 12"[2]
| A. Radiorama Sing "The Beatles" (Medley Of The Beatles Songs) – 6:30 | A. Radiorama Sing "The Beatles" (Medley Of The Beatles Songs) – 6:30 | A. Radiorama Sing "The Beatles" (Medley Of The Beatles Songs) – 6:30 |
| Nr                                                                   | Tytuł utworu                                                         | Długość                                                              |
| -------------------------------------------------------------------- | -------------------------------------------------------------------- | -------------------------------------------------------------------- |
| 1.                                                                   | „Hey Jude”                                                           |                                                                      |
| 2.                                                                   | „Get Back”                                                           |                                                                      |
| 3.                                                                   | „Back in the U.S.S.R.”                                               |                                                                      |
| 4.                                                                   | „I Want to Hold Your Hand”                                           |                                                                      |
| 5.                                                                   | „Obladi' Oblada'”                                                    |                                                                      |
| 6.                                                                   | „I Saw Her Standing There”                                           |                                                                      |
| 7.                                                                   | „Hello Goodbye”                                                      |                                                                      |
| 8.                                                                   | „Yesterday”                                                          |                                                                      |

B. „Manitù (Indian Version)” – 6:00

## Autorzy[3]
- Muzyka: Mauro Farina, Giuliano Crivellente
- Autor tekstów: John Lennon, Paul McCartney
- Producent: Marco Bresciani, Paolo Gemma
- Mixer: Laurent Gelmetti